# John Moore (reżyser)
John Moore (ur. 1970 w Dundalk) – irlandzki reżyser, producent filmowy i scenarzysta.

## Filmografia

### Krótkometrażowe
- 1990: Jack's Bicycle
- 1995: He Shoots, He Scores

### Pełnometrażowe
- 2001: Za linią wroga (Behind Enemy Lines)
- 2004: Lot Feniksa (Flight of the Phoenix)
- 2006: Omen (The Omen)
- 2008: Max Payne (Max Payne)
- 2013: Szklana pułapka 5 (A Good Day to Die Hard)
- 2016: Kontrola absolutna (I.T.)